# Barbara Bajd
Barbara Bajd (r. Tiran), slovenska biologinja, fizična antropologinja in pedagoginja, * 24. september 1949, Ljubljana.

## Življenjepis
Osnovno šolo in gimnazijo je obiskovala v Ljubljani. Leta 1968 je maturirala, nato pa se je vpisala na študij biologije na Biotehniški fakulteti Univerze v Ljubljani, kjer je diplomirala leta 1976. Leta 1985 je na Medicinski fakulteti opravila magisterij s področja biologije celice. Leta 1993 je na Oddelku za biologijo Biotehniške fakultete uspešno zagovarjala doktorsko disertacijo Primerjava funkcionalne odvisnosti oblike kosti in delovanja mišic pri modernem človeku in neandertalcu. Leta 1994 je bila izvoljena v naziv docentka, 1999 pa v naziv izredna profesorica. 
Že leta 1977 se je zaposlila na Inštitutu za biologijo človeka Medicinske fakultete Univerze v Ljubljani, leta 1988 pa je začela z delom na Pedagoški fakulteti, kjer je bila med letoma 1996 in 2002 predstojnica Oddelka za biologijo, kemijo in gospodinjstvo. Med letoma 2001 in 2009 je bila predsednica Upravnega odbora fakultete, hkrati pa je bila med letoma 2000 in 2004 še članica Strokovnega sveta RS za splošno izobraževanje in med letoma 2003 in 2007 podpredsednica Sveta za stalno strokovno izobraževanje. Od leta 2011 je članica Komisije za učbenike pri Strokovnem svetu RS za splošno izobraževanje.
Poročena je z akademikom Tadejem Bajdom.

## Nagrade
- 1998 - nagrada RS na področju šolstva (s sodelavci)
- 2004 - zlata plaketa Univerze v Ljubljani